# Kåre Holt
Kåre Holt (ur. 10 października 1916 w Våle, zm. 15 marca 1997) – pisarz norweski.
Urodził się w rodzinie strażnika kolejowego. Był w dużym stopniu samoukiem. Debiutował w 1939 i 1940 powieściami dla dzieci (pierwszą była Tore kupiec, norw. Tore kramkar). W jego dorobku znajdują się m.in. powieści obyczajowe, kryminalne, biograficzne i historyczne oraz książki dla dzieci. Największą sławę przyniosły mu trylogia o królu Sverrem Sigurdsonie (Mannen fra utskjærnet, 1965; Fredløse menn, 1967 i Hesker og trell, 1969) oraz fabularyzowane historii zdobycia Bieguna Południowego przez Roalda Amundsena Kappløppet (wyd. pol. Wyścig, Warszawa 1991). Na język polski przełożono też Udåden (wyd. pol. Zabójstwo, Poznań 1969, wyd. 2, 1974) i opowiadanie Den rare natt (Dziwna noc, w: Tam, gdzie fiordy. Antologia nowel i opowiadań norweskich, pod red. J. Giebułtowicza, Poznań 1970).
Kåre Holt był kilkukrotnie nominowany do Nagrody literackiej Rady Nordyckiej oraz do Nagrody Norweskich Krytyków Literackich.